# Pierre Muller

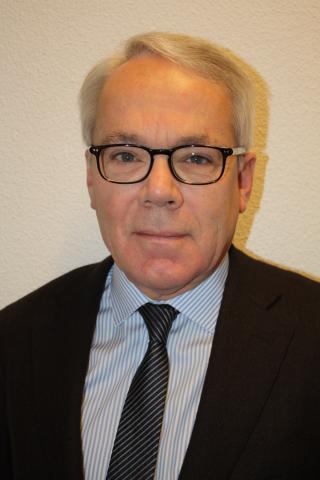
Pierre Muller

Pierre Muller (1952 – 9 september 2022) was een Zwitsers politicus. Hij is lid van de Parti Libéral Genevois.
Vanaf 1995 maakte hij deel uit van de gemeenteraad van Genève; in 1999 en 2004 was hij tevens burgemeester van deze stad.